# Verre à bière

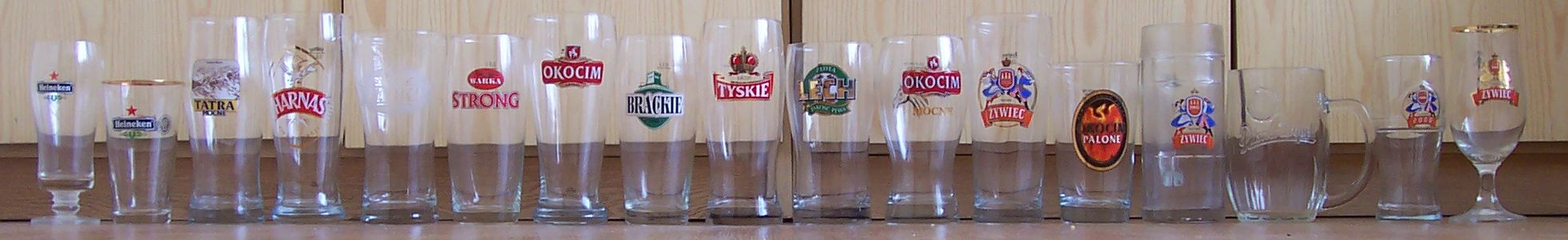
Collection de verres

On appelle verre à bière tout récipient destiné à boire de la bière.

## Histoire
Cela peut paraître évident mais on parle de « verre » à bière seulement depuis que l'Homme maîtrise parfaitement la production et le façonnage du verre (XIXe siècle). Bien avant cette date, on buvait la bière dans des « pots à bière », sortes de bols en terre cuite plus ou moins évasés, ou alors, plus récemment, dans des récipients en métal (étain), en bois, en grès, en porcelaine, etc.

## Variétés de verres
Il existe une grande variété de formes de verres à bière qu'on peut regrouper sous deux principales catégories :

### Verres à pied
- Ballon
- Bourgogne

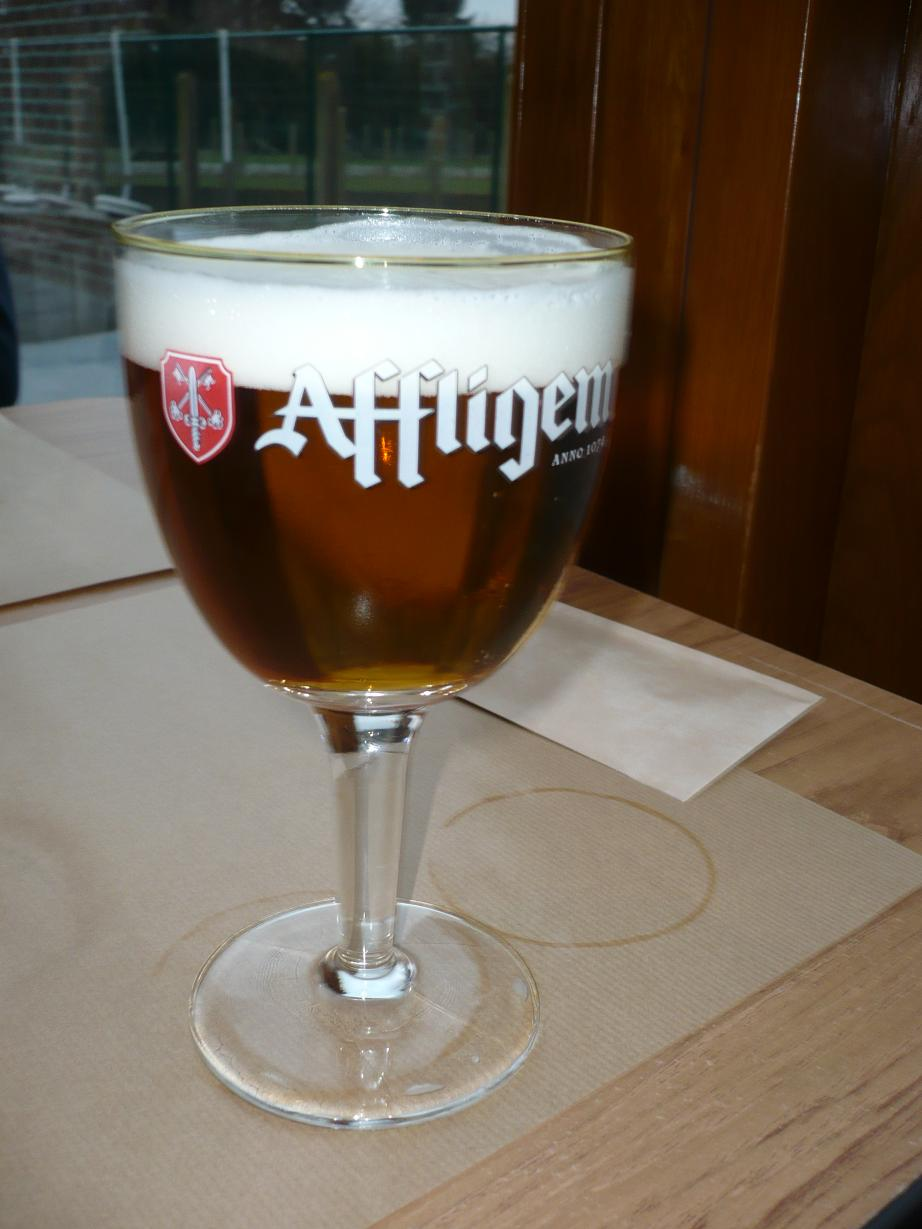
Calice
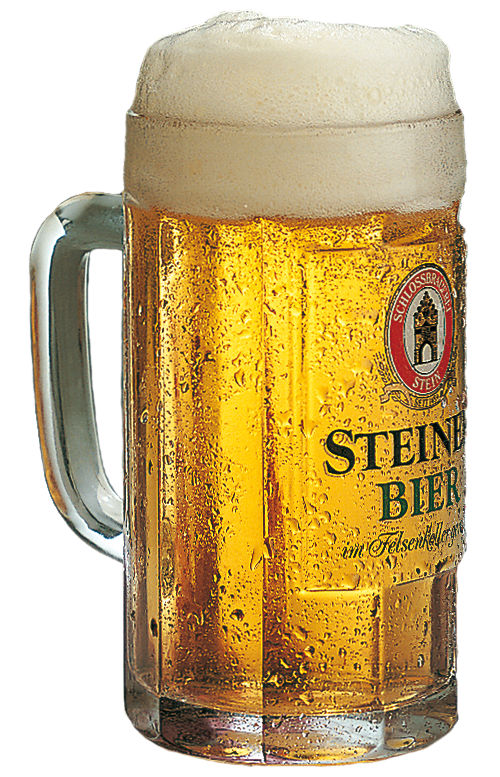
Chope à bière allemande ou mass
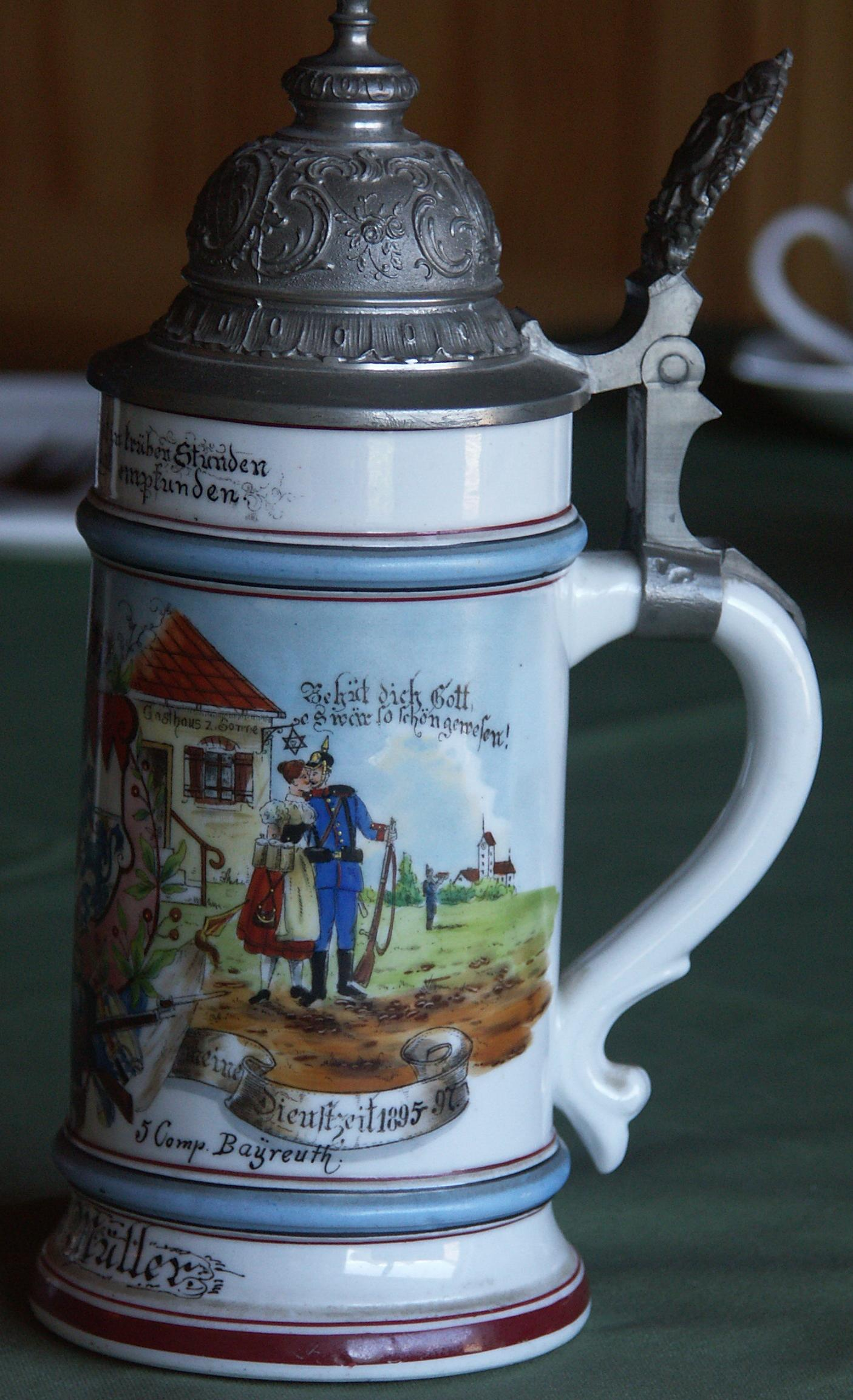
Chope ancienne à bière allemande ou mass

- Classique
- Cognac
- Colonne
- Coupe
- Droit
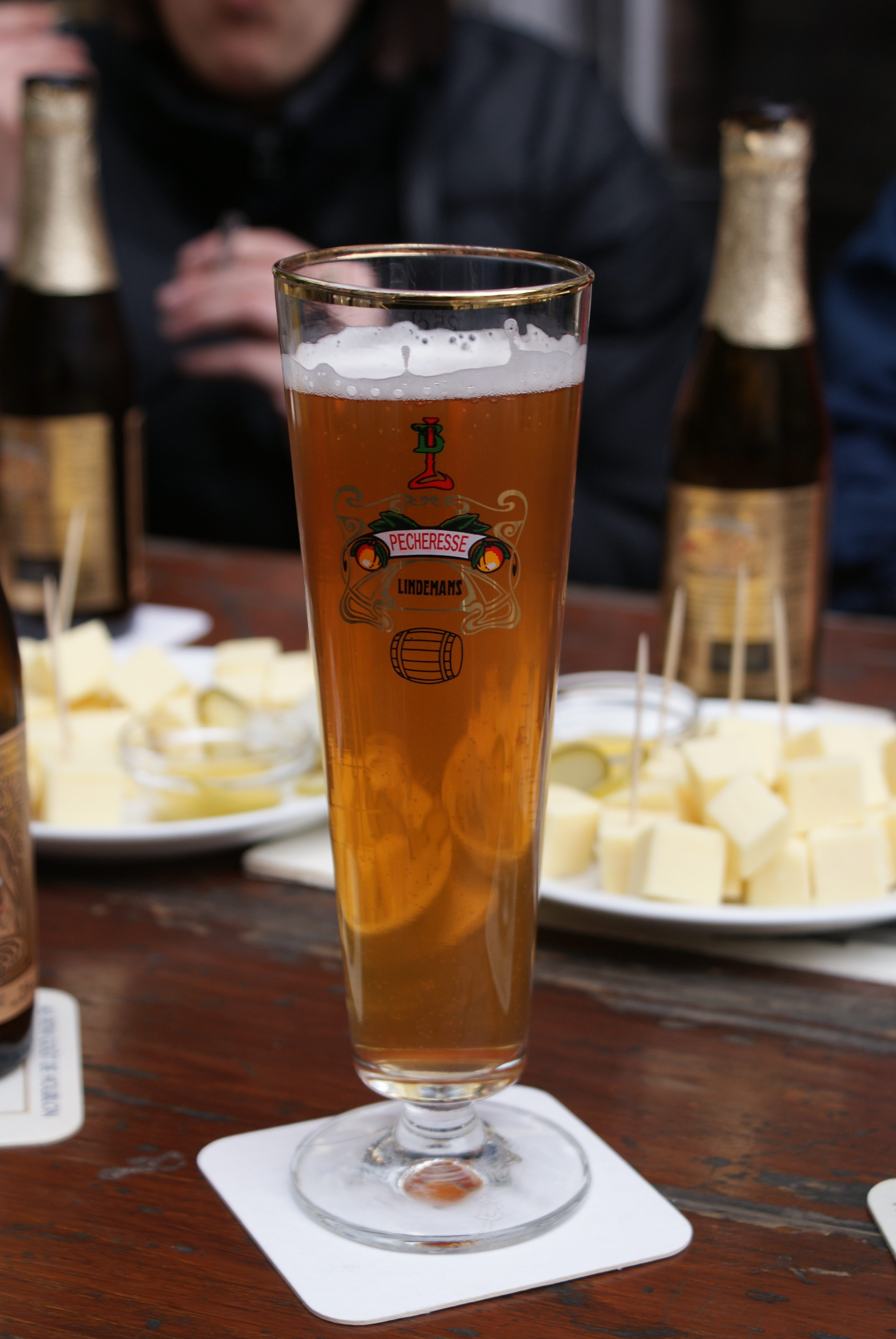
Flûte
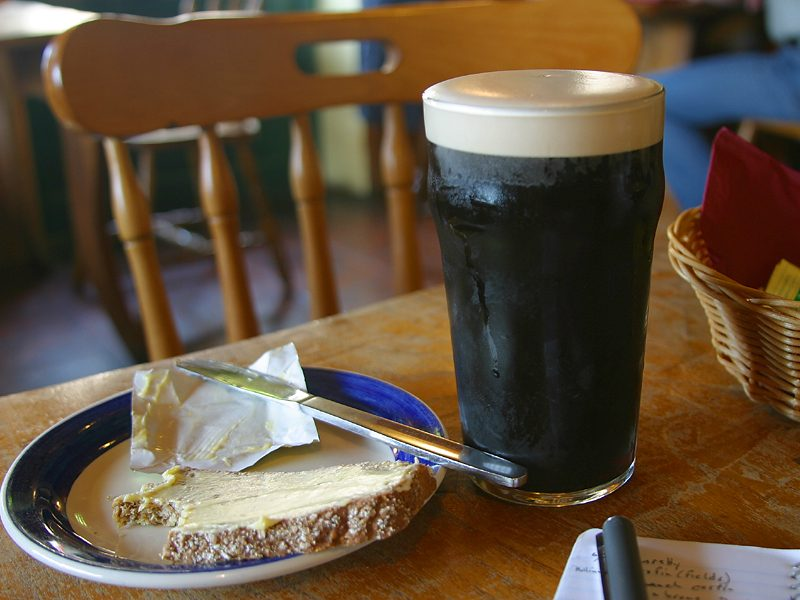
Pinte à bière dite nonic
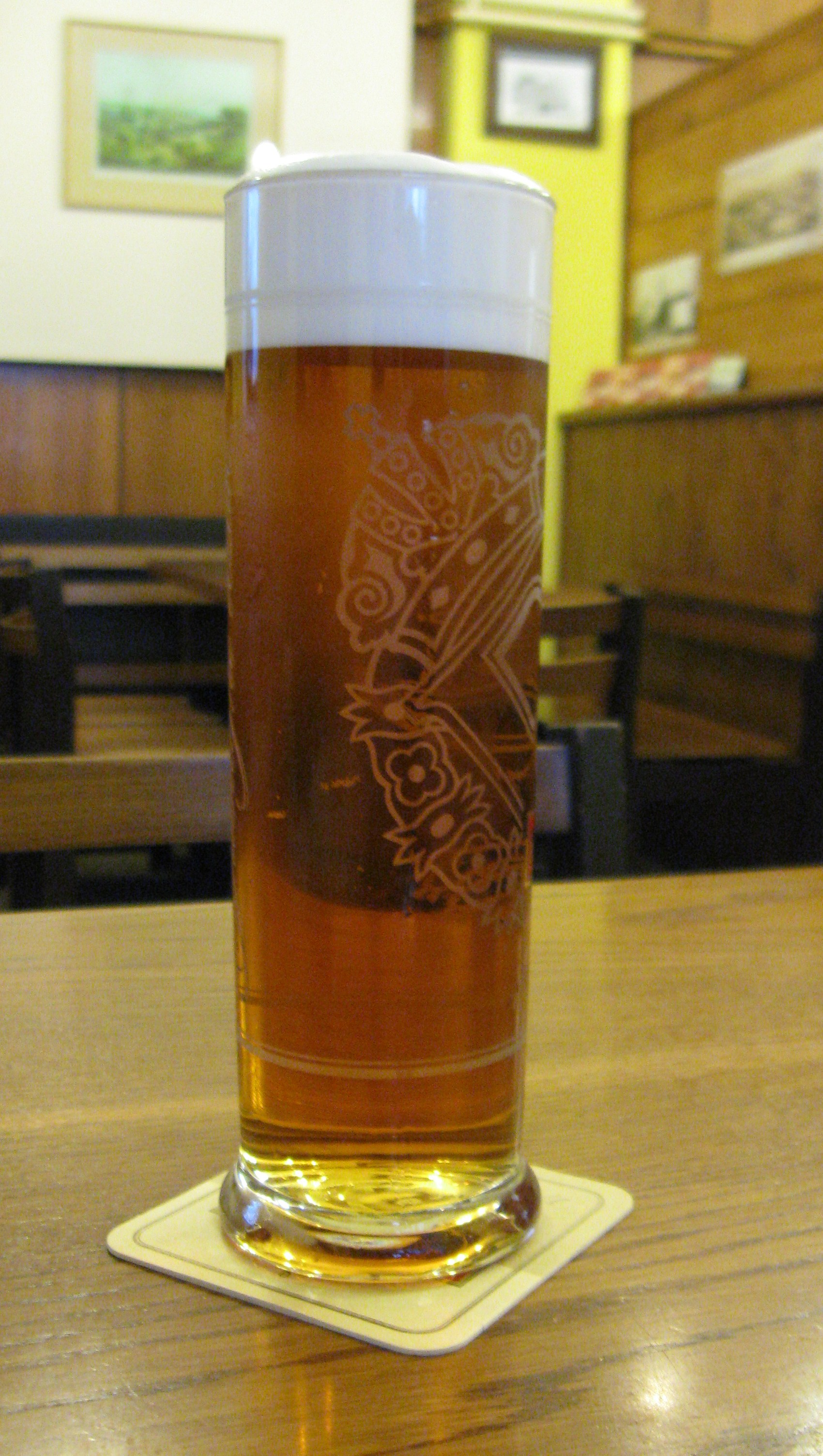
Stange

- Teku
- Tige
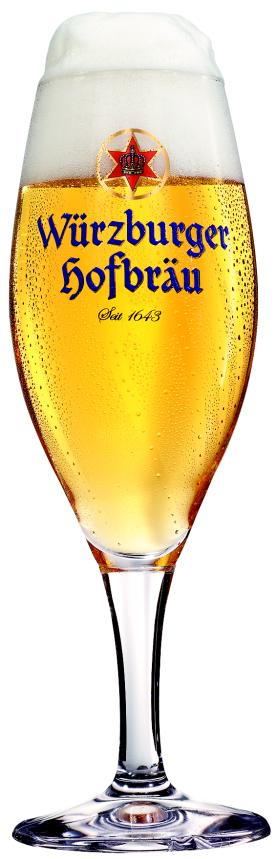
Tulipe
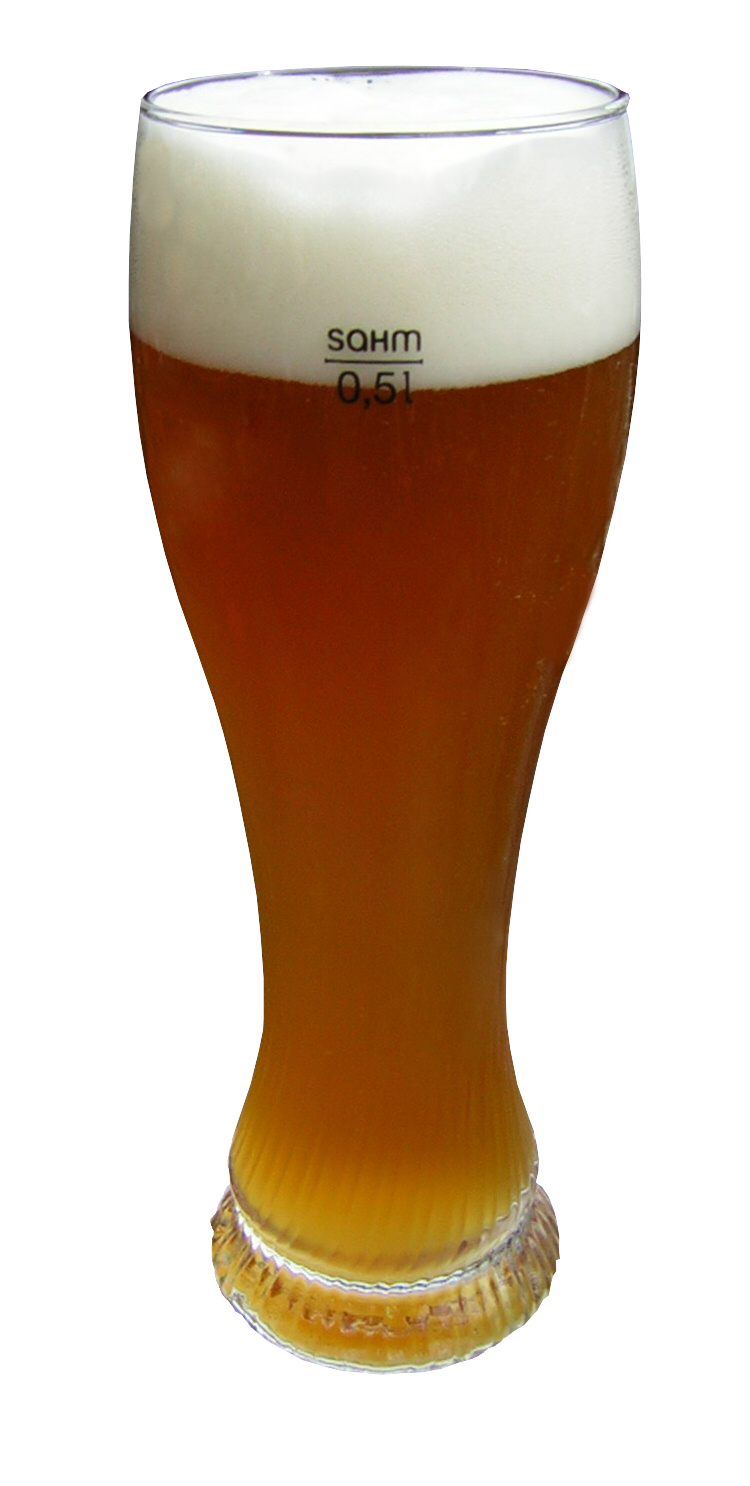
Weizenbecker
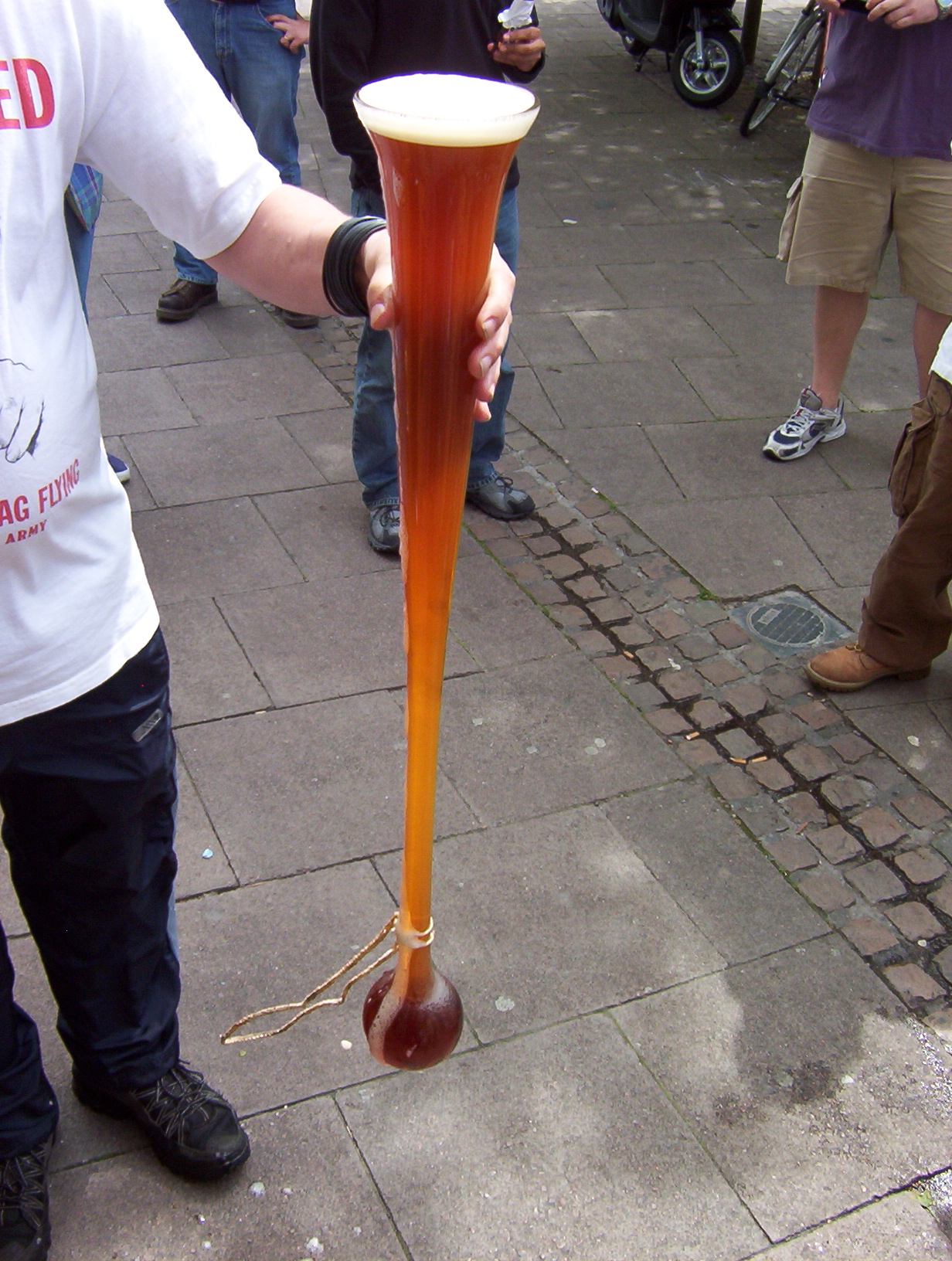
Yard

### Verres sans pied
- Altglass
- Bock
- Botte
- Chope
- Chopine
- Cocher
- Éléphant
- Girafe
- Gobelet
- Maß ou mass
- Nonic
- Pilsen
- Weizenbecker
- Yard glass

- Calice
- Chope à bière allemande ou mass
- Chope ancienne à bière allemande ou mass
- Flûte
- Pinte à bière dite nonic
- Stange
- Tulipe
- Weizenbecker
- Yard

## Contenances
Il est très difficile de donner avec précision les noms de chaque contenance car elles peuvent varier d'une région à l'autre pour les appellations les plus « exotiques ». 
| Contenance (cL) | France | Belgique                                       | Autre |
| --------------- | --- | ---------------------------------------------- | --- |
| 5               | - Gla |                                                | |
| 12,5            | - Galopin - Crobin - Bock - Walid - Quart de JB - quart de bat - Vé de bié (Dunkerquois)                      | - Benjamin Bri.                                | - Zurito (basque) - Corto (Espagne)                                                                                             |
| 15,0            | - Bock |                                                | |
| 20,0            | | - Flûte - Hollandais                           | - Patt (Luxembourg) - Mini (Suisse) - Quinto (Espagne) - Stange (à Cologne, pour le service du Kölsch) - Birra Piccola (Italie) |
| 25,0            | - Un demi Béru - Demi - Bock - Double Walid - Ridicule - Demi JB - Demi bat                                   | - Chope - Pinte - Cadet - Vingt-cinq - Demi    | - Mini (Luxembourg) - Caña (Espagne) - Mièg (occitan)                                                                           |
| 28,5            | |                                                | - Middy, Pot, Handle, Schooner, Ten (Australie) - Half (Irlande)                                                                |
| 30,0            | |                                                | - Stange (Suisse allemande) |
| 33,0            | | - Gourde - Trente-trois - Petit JB - Petit bat | - Humpen (Luxembourg) - Tercio (España)                                                                                         |
| 40,0            | |                                                | - Birra Media (Italie) - Imperial (Portugal)                                                                                    |
| 42,5            | |                                                | - Schooner, pint (Australie) |
| 47,3            | |                                                | - Pint (États-Unis) - Pinte (Canada)                                                                                            |
| 50,0            | - Un Béru - Distingué - Véritable - Baron - Mini-chevalier - Chope - Raisonnable - Pinte - JB - bat - Sérieux | - Demi - Cinquante                             | - Chope, Canette (Suisse) - Pinta (Espagne)                                                                                     |
| 56,8            | - Chopine |                                                | - Pint (Royaume-Uni, Irlande) - Pinte (Canada)                                                                                  |
| 100,0           | - Chevalier - Parfait - Double Pinte - Super JB - Super bat - Formidable                                      | - Daniel - Sejalon - Litron                    | - Maß (Allemagne) - Masse (ou mas) ou litron (Suisse) - Litro, Litrona (Espagne) - Mini (Madrid, Espagne)                       |

La contenance des « bat » va de 33 cl à plus de 3 l.